# Kedi (documentaire)
Kedi is een Turkse documentairefilm uit 2016 van Ceyda Torun.

## Inhoud
De film toont het leven van straatkatten in Istanboel, Turkije. De film bevat interviews met mensen die de katten verzorgen.

## Productie
De makers ontwikkelden een tuig waarmee de katten op straatniveau konden worden gefilmd. Vijfendertig katten werden geselecteerd voor de film. Uiteindelijk werden er negentien gefilmd waarvan er zeven in de film kwamen.

## Prijzen
De film ontving onder andere twee Critics' Choice Documentary Awards, voor Best First Documentary en Most Compelling Living Subject of a Documentary en een aantal nominaties.